# کرتن ۱۷۹۱۷
سیارک ۱۷۹۱۷ (به انگلیسی: 17917 Cartan، نامگذاری:1999GN5) هفده هزار و نهصد و هفدهمین سیارک کشف شده‌است که در ۱۵ آوریل ۱۹۹۹ کشف شد.
قدر مطلق سیارک برابر ۱۴٫۵۰ است.